# Mictyris guinotae
Mictyris guinotae is een krabbensoort uit de familie van de Mictyridae. De wetenschappelijke naam van de soort is voor het eerst geldig gepubliceerd in 2010 door Davies, Shih & Chan.